# Jalo Kalima

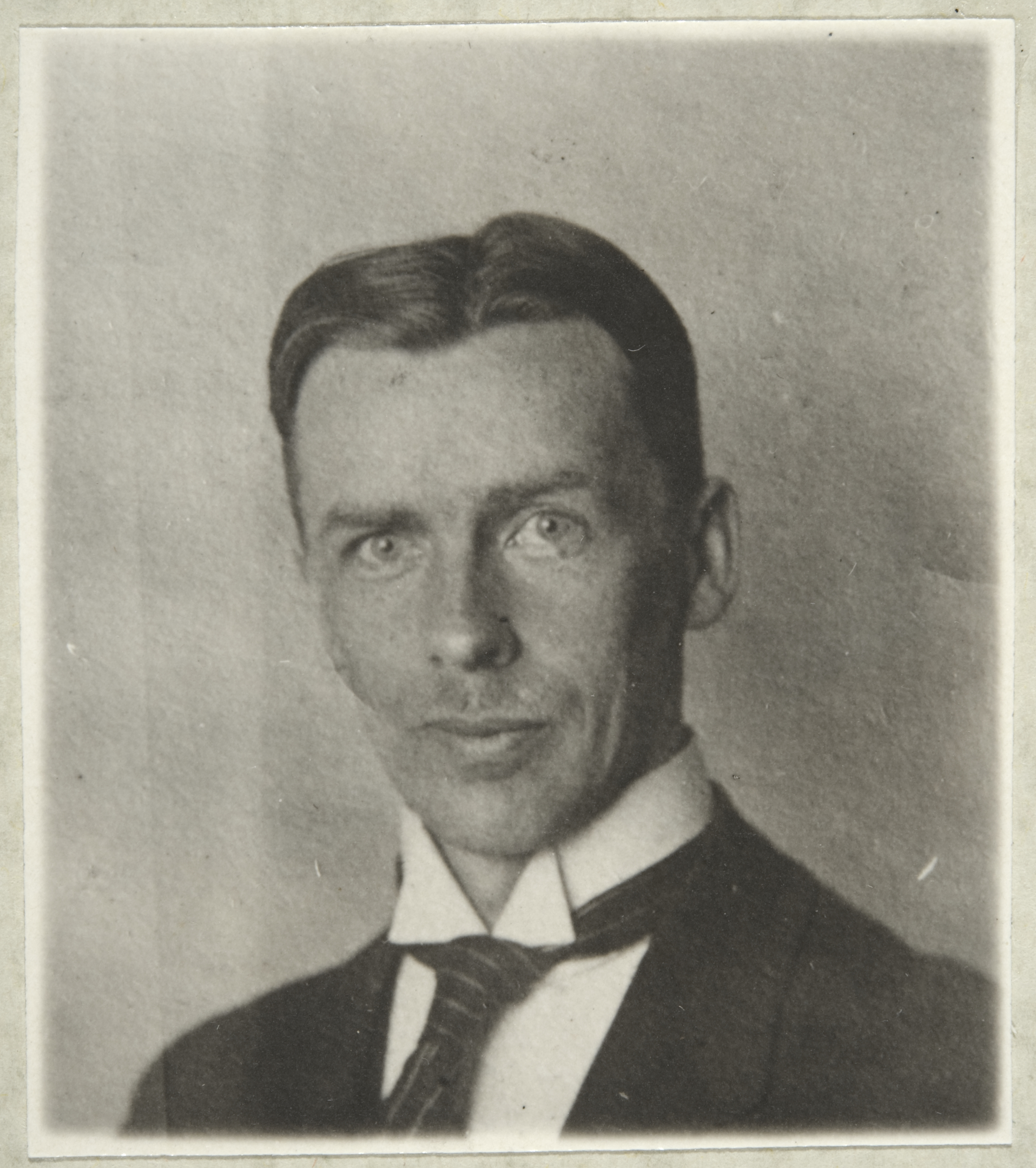
Jalo Kalima i början av 1930-talet.

Jalo Lahja Kalima (hette fram till 1906 Landgren), född 1884, död 1952, var en finländsk språkforskare. Han var bror till teaterchefen Eino Kalima och far till författaren Marita Kalima.
Han var professor i slavisk filologi vid Helsingfors universitet från 1935. Han har undersökt relationerna mellan finska, slaviska och baltiska språk, i synnerhet slaviska och baltiska lånord i östersjöfinska språk.